# زهی خجسته زمانی که یار بازآید
غزلی با مطلعِ «زهی خجسته زمانی که یار بازآید» غزل شمارهٔ ۲۳۵ از دیوانِ حافظ در تصحیحِ محمد قزوینی و قاسم غنی است.

## در دیگر آثار هنری
در نسخه‌ای مصور از دیوان حافظ کتابخانهٔ کاخ گلستان (شمارهٔ ۳۶۳) به‌سال ۹۶۳ ه‍.ق/۱۵۵۶ م و کتابت‌شده توسط حسن کاتب در شیراز است، نگاره‌ای با با عنوان «شکارگاه» بر مبنای این غزل و بیت «در انتظار خدنگش همی برد دل صید / خیال آنکه به رسم شکار باز آید» موجود است.